# Тар-Вабрига
Тар-Вабрига (итал. Torre-Abrega) је општина у Истарској жупанији, Хрватска. До територијалне реорганизације у Хрватској налазила се у саставу бивше велике општине Пореч. Седиште општине је насеље Тар.

## Становништво
На попису становништва 2011. године, општина Тар-Вабрига је имала 1.990 становника, од чега у седишту општине, насељу Тар 1.088.